# Bissau
Bissau je glavni grad države Gvineje Bisau. Godine 2007. grad je prema procjeni Instituto Nacional de Estatística e Censos imao 407.424 stanovnika. Grad se nalazi na estuarijskom ušću rijeke Gebi u Atlantski ocean. To je najveći grad u zemlji, glavna luka, prosvjetno, administrativno i vojno središte.

## Povijest
Grad su osnovali Portugalci godine 1687. Godine 1942. postaje glavnim gradom Portugalske Gvineje. Prije njega kratko je glavnim gradom bila Madira do Boe, u kojoj je proglašena neovisnost Gvineje Bisau (1973. – 1974.).
Centar grada još je uvijek nedovoljno izgrađen. Poznat je po tradicionalnom karnevalu.

## Gospodarstvo
Glavni izvozni proizvodi su kikiriki, drvna građa, kopra, palmino ulje i guma. Zračna luka koju koristi Bissau zove se Zračna luka Osvaldo Vieira. Siromaštvo i nedovoljna razvijenost su naširoko rasprostranjeni.

## Gradovi prijatelji
- Águeda Municipality, Portugal
- Dakar, Senegal
- Taipei, Tajvan
- Praia, Cape Verde[2]